# Bloc erratique de Tubala
Le bloc erratique de Tubala, en estonien Tubala rändrahn, est un bloc erratique d'Estonie situé sur l'île d'Hiiumaa, dans le village de Tubala de la commune de Pühalepa.